# عواء غواتيمالي أسود
عواء غواتيمالي أسود (الاسم العلمي: Alouatta pigra) هو نوع من الحيوانات يتبع جنس سعدان العواء من فصيلة السعادين عنكبوتية.